# Liri Belishova
Liri Belishova (* 19. Oktober 1923 in Belishova, Skrapar; † 23. April 2018) war eine albanische Politikerin der Partei der Arbeit Albaniens (PPSh).

## Biografie
Liri Belishova absolvierte in Tirana das Lehrerseminar und machte eine Ausbildung zur Krankenschwester. Sie übernahm in der PPSh nach deren Gründung am 8. November 1941 führende Aufgaben und studierte zeitweise in der Sowjetunion. Sie war im Partisanenkampf aktiv, wobei sie ein Auge verlor. Im Herbst 1944 wurde sie von den Alliierten zur medizinischen Pflege nach Bari in Italien gebracht. Im Jahr 1945 heiratete sie den Wirtschaftsminister Nako Spiru, der im November 1947 Selbstmord beging.
Nach der Gründung der Volksrepublik Albanien am 11. Januar 1946 wurde Belishova im Jahr 1948 Mitglied des Zentralkomitees (ZK) der PPSh sowie Mitglied des Politbüros der PPSh. 1953 gehörte sie neben Vizeministerpräsident Spiro Koleka, General Beqir Balluku, dem langjährigen Finanzminister Abdyl Këllezi und dem Erziehungs- und Kulturminister Ramiz Alia zu der Delegation beim Staatsbegräbnis von Josef Stalin.
Zwischen Juli 1954 und 1960 war sie darüber hinaus als Nachfolgerin von Josif Pashko Sekretärin des ZK sowie von 1958 bis 1961 auch Sekretärin des Präsidiums der Volksversammlung (Kuvendi Popullor).
Am 9. September 1960 wurde sie von nach einer Denunzierung durch Hysni Kapo von ihren Parteiämtern entbunden. Nachfolger als Mitglied des Politbüros und Sekretär des ZK der PPSh wurde Ramiz Alia. Grund für ihren Sturz war, dass sie nach dem Bruch Albaniens mit der Sowjetunion und der Hinwendung zur Volksrepublik China zusammen mit dem ehemaligen Botschafter in der UdSSR, Koço Tashko, und ihrem zweiten Ehemann, Landwirtschaftsminister Maqo Çomo, zu den Anhängern von Nikita Sergejewitsch Chruschtschow zählte.
Am 8. September 1961 wurde sie von Enver Hoxha, dem Generalsekretär der PPSh auch als Sekretärin des Parlamentspräsidiums entlassen.
Zunächst wurde sie als Vertreterin des „pro-sowjetischen und revisionistischen Flügels der PPSh“ zum Tode verurteilt, war danach jedoch dreißig Jahre lang bis 1991 als politische Gefangene unter Hausarrest gestellt.
Nach dem Sturz des Kommunismus erhob sie 1991 den Vorwurf, Enver Hoxha habe ihren Mann getötet.